# 维约萨比唐
维约萨比唐（法語：Vieux-Habitants，法語發音：[vjøz‿abitɑ̃]）是法国海外省瓜德罗普的一个市镇，属于巴斯特尔区。

## 地理
维约萨比唐（16°3'36"N, 61°45'52"W）面积58.7 平方千米，位于法国海外省瓜德罗普。
与维约萨比唐接壤的市镇（或旧市镇、城区）包括：布扬特、巴伊夫、卡佩斯泰尔贝洛、瓜亚沃、珀蒂堡。
维约萨比唐的时区为UTC−04:00（大西洋时区）。

## 行政
维约萨比唐的邮政编码为97119，INSEE市镇编码为97134。

## 政治
维约萨比唐所属的省级选区为维约萨比唐县，同时维约萨比唐也是该县的中央投票站所在地。

## 人口

1962-2008年间维约萨比唐人口变化图示

维约萨比唐于2022年1月1日时的人口数量为7040人。